# Квемо Маргі
Квемо Маргі (груз. ქვემო მარღი) — село в Грузії.
За даними перепису населення 2014 року в селі проживає 135 осіб.